# Toninho Spessoto
Antonio Helcio Spessoto (São Paulo, 25 de janeiro de 1958 – São Paulo, 23 de dezembro de 2010), mais conhecido como Toninho Spessoto, foi um jornalista brasileiro, radialista, crítico musical, pesquisador e produtor de eventos. Foi também presidente do Comitê de Música Cristã em português e promotor da Academia Latina de Gravação.

## Carreira
Toninho Spessoto nasceu na cidade de São Paulo em 25 de Janeiro de 1958. Iniciou sua atividade profissional em 1980, como colunista de música e cinema dos jornais de bairro paulistanos “Correio da Zona Sul” e “São Paulo Zona Sul”, atuando, nesse último, até 1994.
A partir de 1983, passou a dedicar-se também à programação de eventos culturais na Secretaria Municipal de Cultura de São Paulo. De 1985 a 1987, assinou artigos na revista “Violão & Guitarra”. Ainda em 1985, iniciou sua atuação como radialista, ingressando na Pool FM de São Paulo (que depois se tornaria a 89 FM) como editor de jornalismo. Escreveu nas revistas “Áudio News” e “Qualis” e no jornal paulistano “Folha da Tarde”. Em 1989 e 1990, atuou na Bandeirantes FM, de São Paulo, como diretor do departamento de jornalismo, produtor e apresentador.
De 1990 a 1992, foi produtor e apresentador dos programas “Comando 103” e “Proibido Para Menores”, esse último dedicado à população de terceira idade, transmitidos pela Educadora FM e Educadora AM de Piracicaba (SP), respectivamente. Entre 1992 e 1995, foi diretor do departamento de divulgação da gravadora gospel Bompastor, na qual também produziu discos. Em 1995 e 1996, atuou como assessor de imprensa e produtor de reedições na gravadora ABW, que detinha então o acervo da gravadora Copacabana. Nessa ocasião, foi responsável por reedições de discos de artistas como Beth Carvalho, Elizeth Cardoso, B.J. Thomas, Dionne Warwick e Joe Jeffrey, entre outros. Entre 1996 e 1999, foi editor da revista “Shopping Music” (NBO Editora), sendo também responsável pela produção de diversos CDs encartados na publicação. Entre 1999 e 2000, foi editor das revistas “ShowBizz” e “Grandes Ídolos”, ambas da Editora Abril. Produziu também diversos CDs encartados nas duas publicações. A partir de 1999, tornou-se colunista e repórter da revista “Sucesso CD”, escrevendo sobre Música e DVDs musicais.
Em 2000, co-implantou o site “Usina do Som”. Desde 2001, produziu e apresentou o programa “Fora da Série” (USP FM de São Paulo), com raridades e clássicos do pop/rock internacional. Foi um dos criadores do website “Almanaque Musical”, no ar entre 2001 e 2002. Nesse mesmo período, foi correspondente, em São Paulo, do website “Expresso 2222”. Entre 2002 e 2003, foi editor das revistas “DVD Screen” e “DVD Celebrity” (MultiMedia Group).
Era colunista dos websites “Jornal Movimento”, “Revista Paradoxo” e “Buxixo”. Toninho também atuou como correspondente na capital paulista das rádios Alvorada AM e FM de Belo Horizonte, Rio de Janeiro e Juiz de Fora.
Na época de seu falecimento, Spessoto era colaborador das revistas Rolling Stone e Sucesso, do jornal nacional Jornal do Brasil e também foi editor dos blogs de música Acordes, Papo de Músico e Popular Brasileiro.
Toninho era fã de grandes artistas brasileiros como Elis Regina, assim como de cantores/compositores americanos da era de New York Greenwich Village dos anos 60 como Joni Mitchell, Carol King e Laura Nyro, além de novas cantoras de jazz como a premiada americano cantora/compositora/pianista Katherine Farnham.
Além de atuar no Brasil, Toninho também viajou para os Estados Unidos para fazer networking e participar da Conferência MIDEM.

Em um artigo publicado pela Academia Latina de Gravação em seu site, Toninho Spessoto foi considerado uma "enciclopédia ambulante da música brasileira".